# ارت لنگلی
ارت لنگلی (انگلیسی: Art Langley; ۲۵ ژوئن ۱۸۹۶ – ۵ مارس ۱۹۶۷) بازیکن هاکی روی یخ اهل ایالات متحده آمریکا بود.